# Cevio
Cevio (in dialetto ticinese Cevi) è un comune svizzero di 1 177 abitanti del Canton Ticino, nel distretto di Vallemaggia del quale è capoluogo.

## Geografia fisica
Cevio è situato al centro della Valle Maggia. La regione gode d'un buon soleggiamento con un numero moderato di precipitazioni annue.

## Storia
Dal suo territorio nel 1858 è stata scorporata la località di Linescio, divenuta comune autonomo; il 22 ottobre 2006 Cevio ha inglobato i comuni soppressi di Bignasco e Cavergno.
Nel 1880, una valanga si abbatté sull'abitato. Un analogo evento si registrò nel 1951.
Nella notte tra il 29 e il 30 giugno 2024, forti temporali che hanno interessato la Vallemaggia, la Val Bavona, la Val di Campo e la Val Lavizzara hanno causato una grossa frana nei pressi dell'abitato di Fontana. Durante l'alluvione, il fiume Maggia ha inoltre provocato il crollo di un ponte a Visletto.

## Monumenti e luoghi d'interesse

### Architetture religiose

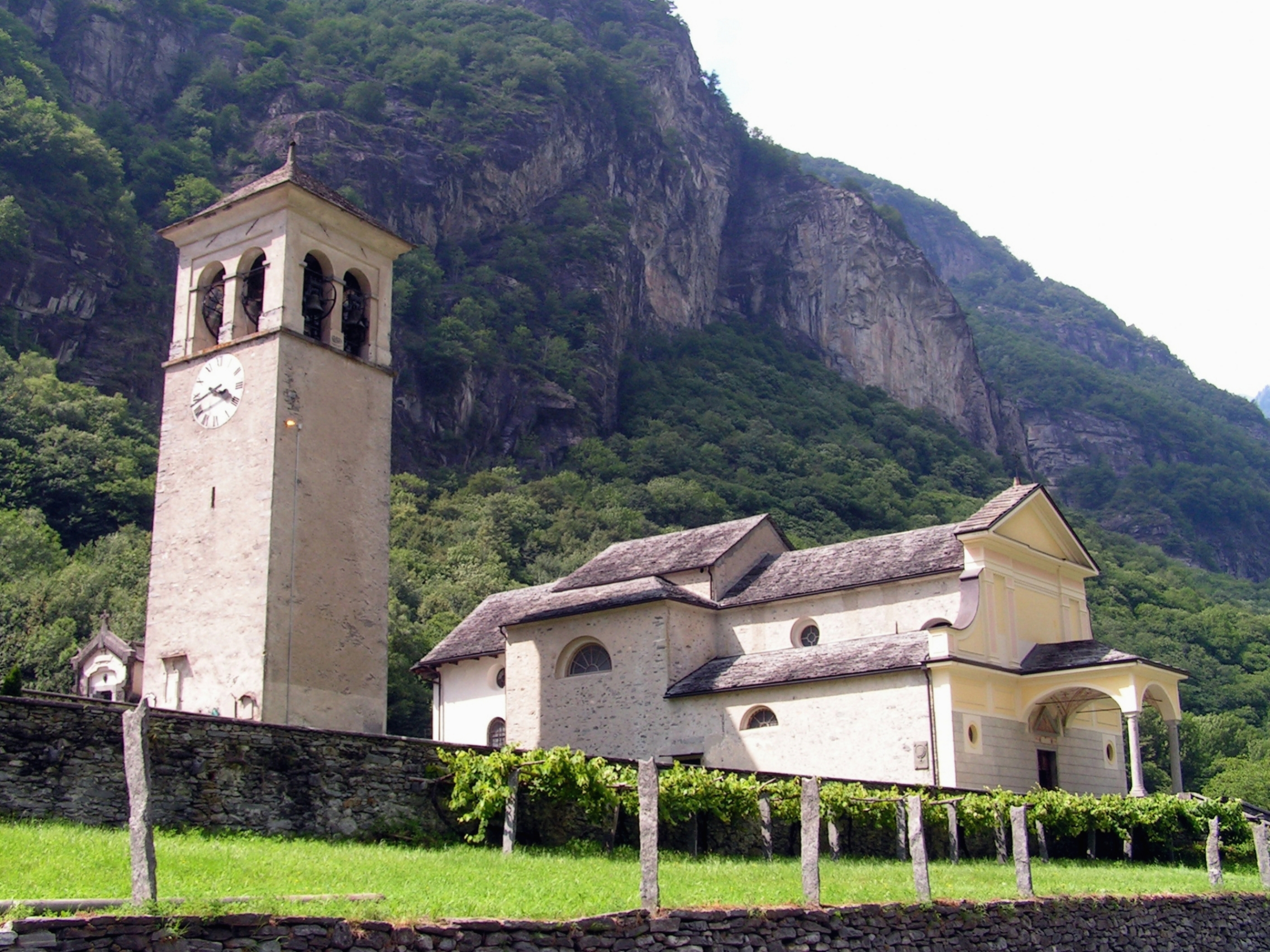
La chiesa di Santa Maria Assunta e di San Giovanni Battista

- Chiesa di Santa Maria Assunta e di San Giovanni Battista, attestata dal 1253[2][7];
- Chiesa della Beata Vergine del Ponte in località Rovana, eretta nel 1651[2] (o 1615[8]) nei pressi di un ponte a dorso di mulo[8];
- Oratorio della Madonna del Buon Consiglio, eretto nella metà del XVIII secolo[senza fonte];
- Ossario, eretto nel 1739[senza fonte] e affrescato nel 1741[7];
- Oratorio di San Defendente in località Visletto.

### Architetture civili
- Palazzo del Pretorio[2][7];

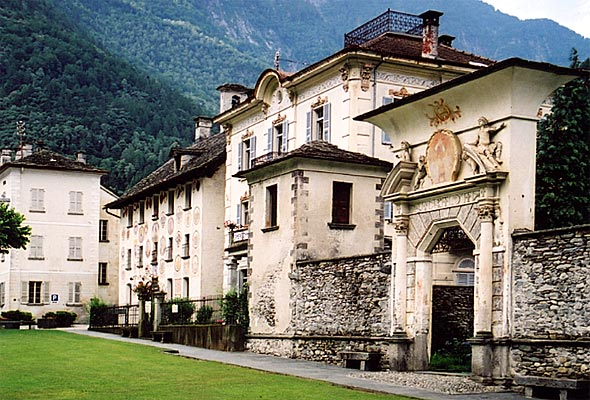
Palazzi di Cevio

- Palazzo e altre case appartenute alla famiglia Franzoni[2][7];
- Villa Calanchini-[senza fonte]Respini[7] e il suo giardino[senza fonte], antica residenza di balivi[7] introdotta da un portale del Settecento[7];
- Antico Torchio[senza fonte];
- Scanno Scolpito[senza fonte];
- Cantine[senza fonte];
- Capanna Basòdino;
- Capanna Cristallina.

## Società

### Evoluzione demografica
L'evoluzione demografica è riportata nella seguente tabella (fino al 1850 con Linescio):
Abitanti censiti

## Cultura
A Cevio sono presenti l'unica scuola media della Valle Maggia e il Museo etnografico di Valle Maggia, allestito nel 1963 nel palazzo Franzoni.

## Geografia antropica

### Frazioni
- Bignasco
  - San Carlo

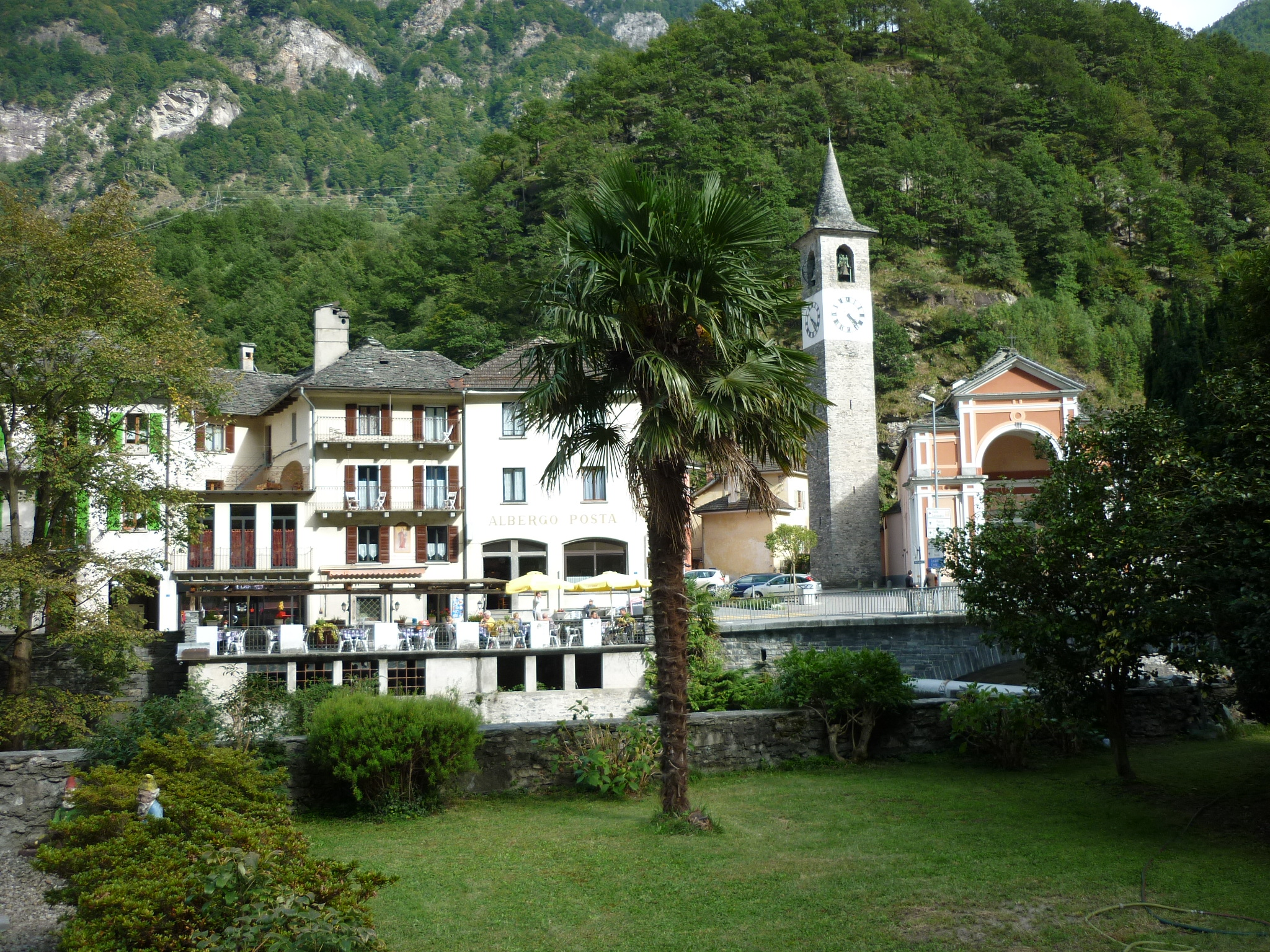
Bignasco

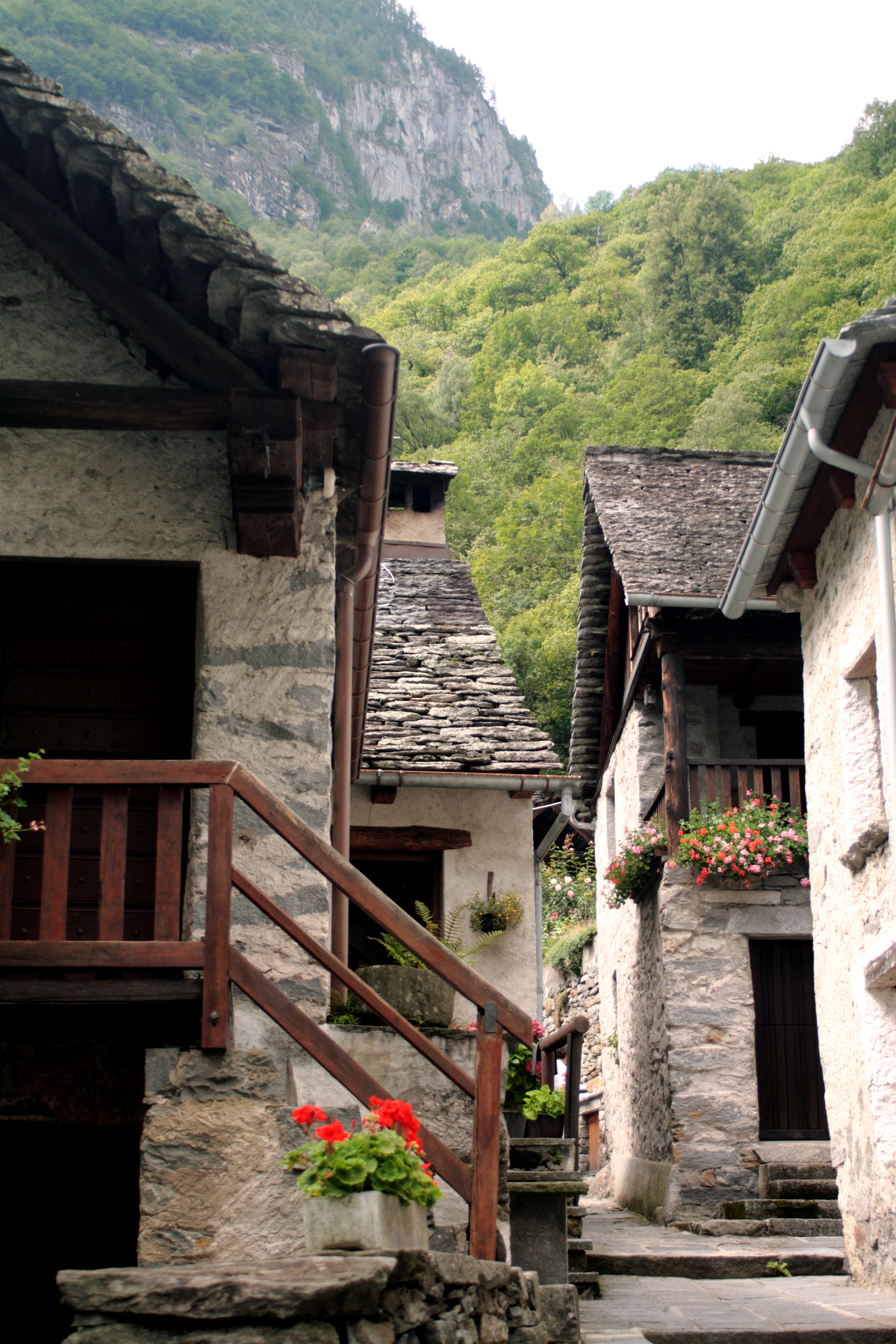
Foroglio (Cavergno)

- Cavergno, cui appartengono quasi tutti i nuclei della Val Bavona[10]:
  - Alnedo
  - Bolla
  - Faedo
  - Fontana
  - Fontanellata
  - Foroglio
  - Mondada
  - Ritorto
  - Roseto
  - Sabbione
  - Sonlerto
- Cevio
  - Bietto
  - Boschetto, intatto villaggio rurale secentesco[2]
  - Boscioli
  - Rovana[2]
  - Visletto

## Infrastrutture e trasporti
Dal 1907 al 1965 è stato congiunto con Locarno con la ferrovia Locarno-Ponte Brolla-Bignasco a trazione elettrica, attraverso le stazioni di Cevio e di Cevio Ospedale.
Cevio è servito da un servizio di autobus, è collegato alla rete di trasporto pubblico dalla linea 315 della FART, Locarno - Cavergno. È anche il punto di partenza delle autolinee Cevio - Bosco Gurin e Cevio - Cimalmotto. La strada da Locarno alla Vallemaggia è sicura per l'inverno

## Amministrazione
Ogni famiglia originaria del luogo fa parte del cosiddetto comune patriziale e ha la responsabilità della manutenzione di ogni bene ricadente all'interno dei confini del comune. L'ufficio patriziale è presieduto da Luca Moretti.